# Tobol
Il Tobol (in russo Тобол?) è un fiume della Russia siberiana occidentale e del Kazakistan, affluente di sinistra dell'Irtyš.

## Percorso
Nasce in territorio kazako, nella regione di Qostanay; scorre successivamente con andamento abbastanza regolare, con percorso sud-sudovest/nord-nordest.
Nel tratto kazako il fiume drena la zona del Rialto del Turgaj, successione di rilievi collinari che segnano il confine geologico fra il Bassopiano Siberiano Occidentale e il Bassopiano Turanico; in questo tratto tocca alcune città importanti come Tobol, Rudnyj e Qostanaj.
Segna quindi successivamente per alcune decine di chilometri il confine fra Russia e Kazakistan, ricevendo i due importanti affluenti Uj e Ubagan, entrando poi in Russia nella zona della steppa dell'Išim e bagnando la città di Kurgan.
Proseguendo nel suo cammino, il fiume entra nell'enorme pianura della Siberia occidentale, piatta e paludosa, che percorre per qualche centinaio di chilometri, toccando la città di Jalutorovsk e ricevendo da sinistra gli affluenti Iset', Tura e Tavda, prima di sfociare, dopo quasi 1.600 chilometri di corso, nell'Irtyš, in prossimità dell'importante città di Tobol'sk, che dal fiume ha preso il nome.
Il Tobol è navigabile per più di 400 km a monte della foce.

## Regime
Il Tobol ha un regime in tutto analogo a quello della grande maggioranza dei fiumi russi.
Il fiume è gelato, mediamente, da fine ottobre - novembre fino a fine aprile - primi di maggio; verso la fine di questo periodo si raggiungono i valori minimi di portata, mentre nel periodo tardo primaverile ed estivo si hanno le piene più importanti, che si prolungano fino a metà luglio nell'alto corso, ad inizio agosto nel basso corso, situato in zona dal clima estivo più freddo e umido.
I valori medi di portata annui oscillano dai 26 m³/s dell'alto corso ai circa 800 della foce; questi valori possono salire, rispettivamente, fino a circa 350 e più di 6.000 al culmine della piena.